# 坎特尼克
坎特尼克（法語：Quintenic，法語發音：[kɛ̃tnik]）是法国阿摩尔滨海省的一个市镇，位于该省东部，属于圣布里厄区。

## 地理
坎特尼克（48°30'55"N, 2°25'42"W）面积7.5 平方千米，位于法国布列塔尼大區阿摩尔滨海省，该省份为法国西北部沿海省份，位于布列塔尼半岛北部，北濒大西洋英吉利海峡，西接菲尼斯泰尔省，南至莫尔比昂省，东临伊勒-维莱讷省。
与坎特尼克接壤的市镇（或旧市镇、城区）包括：埃南萨勒、普莱代利亚克、圣德努阿勒、朗巴勒阿摩尔。

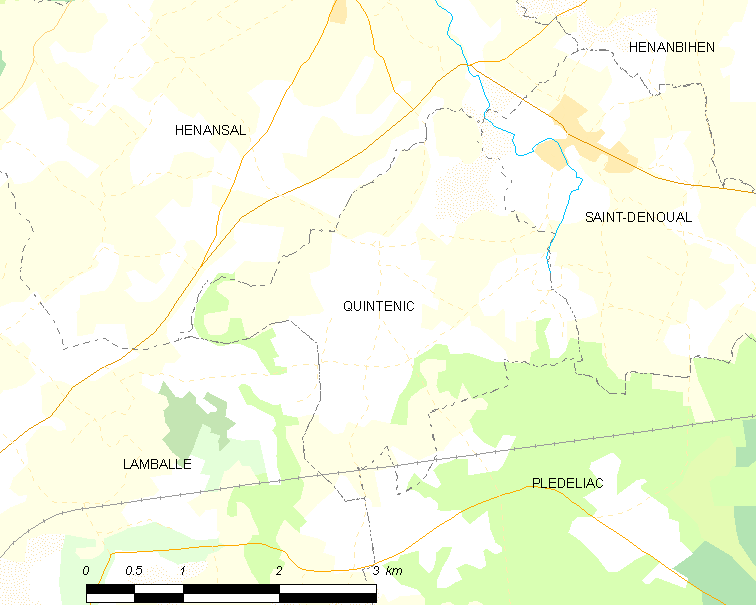
坎特尼克的OSM定位图

坎特尼克的时区为UTC+01:00、UTC+02:00（夏令时）。

## 行政
坎特尼克的邮政编码为22400，INSEE市镇编码为22261。

## 政治
坎特尼克所属的省级选区为朗巴勒阿摩尔县。

## 人口

1962-2008年间坎特尼克人口变化图示

坎特尼克于2022年1月1日时的人口数量为364人。